# Himen
El himen es una corona de tejido que rodea la apertura vaginal, permitiendo la salida de flujo y sangre menstrual. Forma parte de la vulva, o genitales exteriores, y es similar en estructura a la vagina. Uno de los problemas más frecuentes relacionados al himen, se presenta cuando este cubre por completo el canal vaginal, provocando la acumulación de sangre durante el periodo, afección que se conoce como colpohematometra.
Durante las relaciones sexuales, lo más frecuente es que las carúnculas himeneales se mantengan indemnes, aunque en ocasiones puede haber alguna pequeña laceración, en función de su variados según su resistencia, grosor, tamaño y elasticidad. Si el himen carece de elasticidad, al expandirse se desgarra y puede producir sangrado, si es lo suficientemente elástico, este se expande y puede volver a su condición original, si es lo suficientemente grande, permite la entrada sin romperse, para luego volver a su posición y dimensiones previas sin haber presentado lesión alguna. La ruptura del himen tradicionalmente evoca la pérdida de la virginidad (carunculae myrtiformes).

## Formación del himen
Al principio, durante el desarrollo fetal, no hay una apertura vaginal. La delgada capa que cubre la vagina se abre parcialmente antes del nacimiento. El tamaño y forma varía mucho de una mujer a otra. Al nacer, la mayoría de los bebés de sexo femenino tienen himen, ya que el tejido se divide completamente estando aún en la matriz. Esta mayoría de féminas nacen con un himen no perforado (himen septado).
El obstetra suele examinar las condiciones de la vulva de la recién nacida para confirmar que su himen se encuentra en perfecto estado. Si la niña nace con el himen cerrado y éste permanece así hasta la primera menstruación (algo no muy común), es posible que la menstruación no fluya libremente fuera del cuerpo, lo que puede resultar doloroso y tener complicaciones que requieran de una intervención quirúrgica.

## Histología
El himen está constituido por un esqueleto conjuntivo-fibroelástico, ricamente vascularizado e inervado, que se encuentra recubierto por mucosa. Esta capa fibroelástica varía extraordinariamente en cuanto a su desarrollo y es la responsable de la consistencia y elasticidad del mismo.

## Tipos de himen

### Hímenes normales o típicos

Diferentes tipos de himen (las áreas oscuras representan la abertura vaginal).

Son aquellos en los cuales el orificio está en el centro, hacia arriba o en la línea media. Así, se reconocen tres tipos de hímenes típicos: anular, semilunar y labiado. El himen más frecuente entre los examen médico legales ginecológicos es el dilatable.
- Anular. Presenta un orificio central, rodeado por membrana con un ancho más o menos igual.
- Semilunar. Tiene el orificio desplazado hacia la porción superior, de modo que por debajo queda una medialuna de membrana.
- Labial o labiado. Tiene un orificio alargado en la línea media, de dirección sagital, con membrana a uno y otro lado, a la manera de labios.
- Franjeado o de herradura
- Estrelado
- Tag himeneal. Se trata de la presencia de tejido himeneal o excrecencias mucosas que se ven más frecuentemente en las recién nacidas y que suelen desaparecer posteriormente al cambiar las condiciones hormonales condicionadas por la madre durante la gestación.[6]

### Hímenes atípicos
Comprenden múltiples variedades que escapan al tipo de descripción sencilla de los hímenes típicos. Entre los más frecuentes se encuentran.
- Biperforado, septado o tabicado (con dos perforaciones). Cuenta con un tabique horizontal o vertical que divide el orificio en dos.
- Herradura obturada.
- Hipertrofiado (muy grande).
- Imperforado (sin perforaciones). Carece de orificio y requiere intervención quirúrgica para la salida de la sangre menstrual. El himen imperforado es una rara malformación congénita que ocurre en el 0,1% de los recién nacidos del sexo femenino.[7]
- Trifoliado (de tres pliegues).
- Multifoliado (de varios pliegues).
- Coroliforme (parecido a la corola de una flor). Presenta prolongaciones a la manera de pétalos que se disponen unos sobre otros.

### Himen flexible
El himen flexible o dilatable, también conocido como himen complaciente, presenta un orificio que permite el paso del pene o de dedos sin romperse y vuelve a las dimensiones normales una vez que aquel o aquellos se retiran.
La presencia de una mayor cantidad de fibras elásticas en su composición, le aporta una gran flexibilidad. Fisiológicamente esta condición hace que durante las primeras y sucesivas relaciones sexuales, el orificio himeneal se dilate lo suficiente como para poder admitir la penetración peniana con facilidad, sin producir lesión himeneal y por lo tanto, conservar así, sus características de integridad.

### Himen orificio dilatado
El himen con orificio dilatado tiene también la membrana íntegra, pero en cambio, el orificio mantiene un diámetro anormalmente grande. Esta condición puede ser congénita o adquirida por dilataciones lentas, repetidas y progresiva

### Artificial
El himen artificial hoy se comercializa alrededor del mundo. Este producto consiste de una membrana gelatinosa que desprende un líquido rojo formado por albúmina, se coloca veinte minutos antes de la relación sexual, fingiendo así una ruptura del himen y la virginidad.
Uno de sus principales mercados fue China a través de la internet, pero fue prohibido por autoridades del país tras ser considerado peligroso debido a sus componentes.
Debido a su naturaleza, en algunos países islámicos vender el producto se paga con la pena de muerte, aunque es una alternativa "low cost" de una cirugía de reconstrucción llamada himenoplastia.

## Relación del himen con el coito y con el abuso sexual

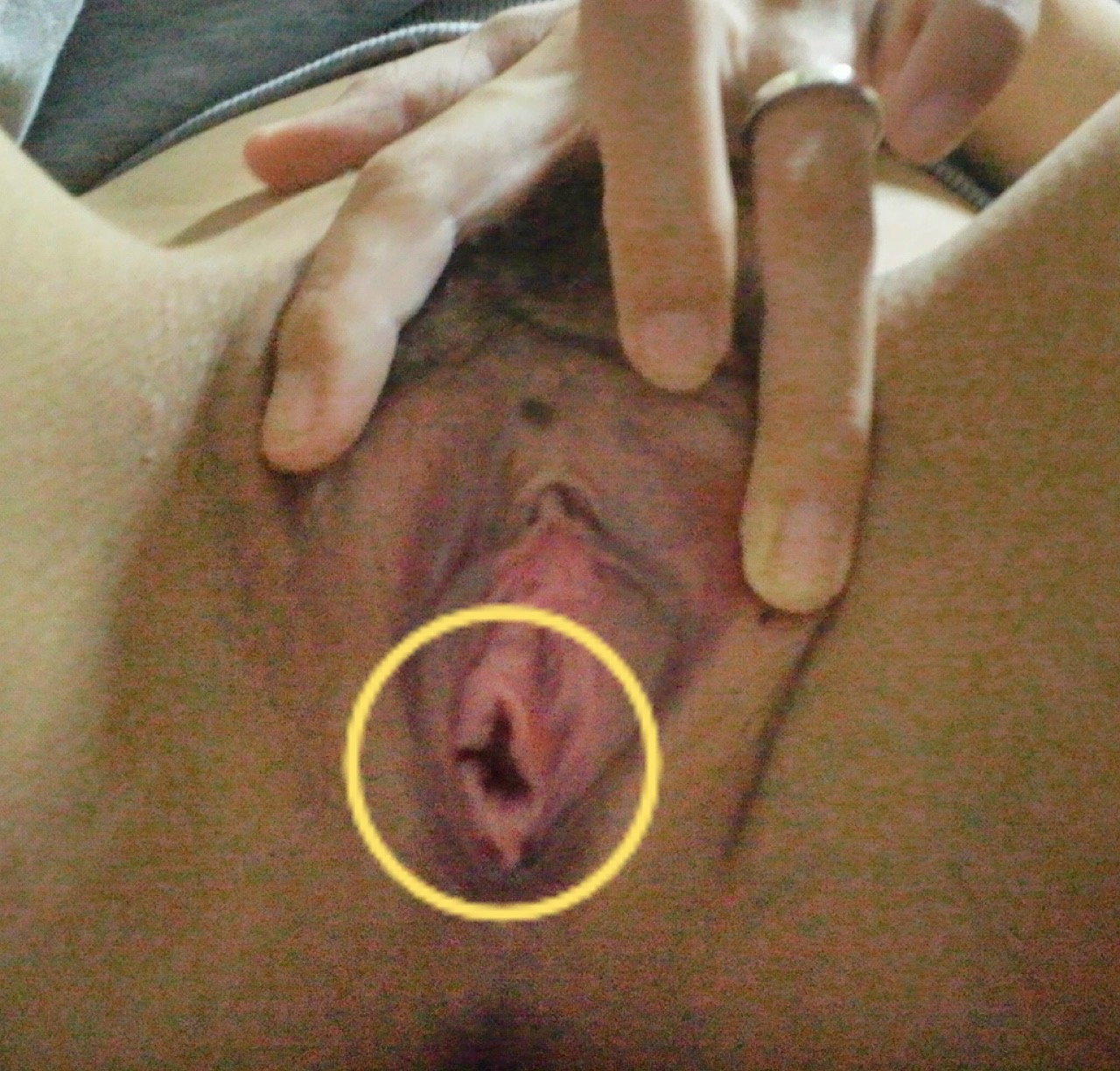
restos de tejido del himen

El que exista o no himen no es un indicativo de que la mujer haya tenido o no coito. No se puede verificar, con un simple examen físico, si una mujer ha tenido coito o alguna otra experiencia sexual. Dado que, como ya se afirmó, pocas mujeres nacen con una membrana en el interior de su vagina, no puede afirmarse entonces que la ausencia de himen sea el indicio de que la mujer haya tenido relaciones sexuales.
El himen no desaparece cuando algo se inserta en la vagina. Puede estirarse sin romperse o rasgarse. Por ejemplo, si una mujer se introduce dos dedos en la vagina durante la masturbación, su himen puede rasgarse todavía al tener relaciones sexuales por vez primera, puesto que un pene suele ser más grueso que dos dedos. De igual manera, una mujer que haya tenido sexo vaginal puede tener restos de tejido del himen. Tales restos no suelen causar ningún dolor durante el coito. 
Al introducir juguetes sexuales en la vagina, al probar distintas posiciones durante el coito, o si la pareja sexual actual de la mujer posee un pene de mayor grosor que los de sus parejas anteriores, el himen puede rasgarse de nuevo, o incluso puede rasgarse por primera vez. 
Cuando un ginecólogo examina a chicas preadolescentes y adolescentes buscando evidencias de abuso sexual, buscará heridas o rasgados en el himen. Sin embargo, hay mujeres que nacen sin himen, y en tal caso será necesario buscar otros signos o señales de dicho abuso.

## Costumbres culturales relacionadas con el himen
A lo largo de la historia de la humanidad, la conservación del himen ha tenido mayor o menor importancia según la cultura a la que se pertenezca. En América, en el imperio inca, para las runas (hombres y mujeres de baja escala social) no tenía la menor importancia. Por el contrario, el hecho de perderlo era síntoma de que la mujer era deseada y, si llegaba a tener un hijo, confirmaba su fertilidad y se convertía en una mujer cotizada entre los runas varones. En la nobleza, en especial entre las consagradas al dios inti (vírgenes del sol), la conservación de la virginidad (himen) era primordial.
Debido al valor que algunos le asignan al himen como símbolo de virginidad, existen culturas en que las mujeres que no tienen un himen intacto se someten a himenoplastias (cirugías reconstructiva del himen), especialmente antes de casarse. En el mundo hispano esta práctica se conoce tradicionalmente como hacer virgos y ya aparece mencionada en La Celestina (1499).

## Mamíferos que presentan himen
Las hembras de varias especies de mamíferos, además del ser humano, presentan himen[cita requerida]:
- Bovinos
- Camélidos, como las alpacas y llamas.
- Cuy
- Chimpancés y otros primates como los lémures.
- Elefantes
- Equinos
- Focas
- Hienas
- Manatíes
- Odontocetos (ballenas con dientes)
- Ratas